# Premier League de Namibia
La Namibia Premier Football League, también conocida como Debmarine Namibian Premiership por razones de patrocinio, es la máxima categoría del fútbol profesional de Namibia, fue fundada en 2022 como continuadora de la Premier League de Namibia, es organizada por la Asociación de Fútbol de Namibia.
El equipo campeón clasifica a la Liga de Campeones de la CAF.

## Historia
El primer campeonato nacional se organizó a mediados de los años 80, cuando 8 clubes (4 de Windhoek, 2 de
Walvis Bay y 1 de Grootfontein y Tsumeb) fundaron la Namibia National Soccer League (NNSL), la primera liga a nivel nacional.
En 1991 después de su independencia de Sudáfrica se fundó la Namibia Premier League (NPL) que tuvo continuidad hasta la temporada 2018-19, cuando se disolvió después de continuos problemas con la Asociación de Fútbol de Namibia, que finalmente puso fin a la relación.
La Asociación de Fútbol de Namibia fundó la nueva liga en 2022, que disputó su primera temporada en 2022-23 después de conseguir una importante financiación de patrocinio.

## Equipos participantes

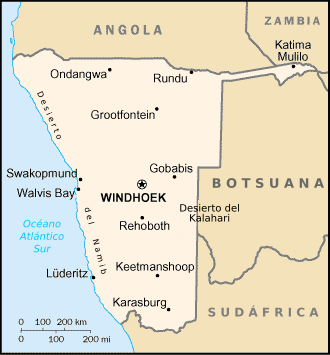
Namibia.

- Clubes participantes de la Namibia Premier Football League 2022-23

| Club                | Ciudad      | Estadio              | Capacidad |
| ------------------- | ----------- | -------------------- | --------- |
| African Stars FC    | Katutura    | Sam Nujoma Stadium   | 10,300    |
| Black Africa FC     | Katutura    | Sam Nujoma Stadium   | 10,300    |
| Blue Waters FC      | Walvis Bay  | Kuisebmund Stadium   | 4,000     |
| Citizens FC         | Windhoek    | Sam Nujoma Stadium   | 10,300    |
| Civics F.C.         | Khomasdal   | Khomasdal Stadium    | 2,000     |
| Eleven Arrows FC    | Walvis Bay  | Kuisebmund Stadium   | 4,000     |
| Julinho Sporting FC | Rundu       | Rundu Sports Stadium | 500       |
| Life Fighters FC    | Otjiwarongo | Mokati Stadium       | 1,000     |
| Mighty Gunners FC   | Otjiwarongo | Mokati Stadium       | 1,000     |
| Okahandja United FC | Okahandja   | Nau-AIB Stadium      | 1,000     |
| Orlando Pirates SC  | Katutura    | Sam Nujoma Stadium   | 10,300    |
| Tigers FC           | Windhoek    | Sam Nujoma Stadium   | 10,300    |
| UNAM F.C.           | Windhoek    | UNAM Stadium         | 3,000     |
| Tura Magic FC       | Windhoek    | Sam Nujoma Stadium   | 10,300    |
| Young African FC    | Gobabis     | Legare Stadium       | 5,000     |
| Young Brazilians FC | Karasburg   | Karasburg Stadium    | 1,000     |

## Palmarés
| Temporada                       | Campeón                        | Subcampeón                     |
| Namibia National Soccer League  | Namibia National Soccer League | Namibia National Soccer League |
| ------------------------------- | ------------------------------ | ------------------------------ |
| 1985                            | United Africa Tigers           |                                |
| 1986                            | Chelsea FC (Grootfontein)      | United Africa Tigers           |
| 1987                            | Black Africa FC                | Chief Santos FC                |
| 1988                            | Blue Waters FC                 | Benfica FC                     |
| 1989                            | Black Africa FC                | Explorers Eleven FC            |
| 1990                            | Orlando Pirates Windhoek SC    |                                |
| Namibia Premier League          |                                |                                |
| 1991                            | Eleven Arrows FC               | Chief Santos FC                |
| 1992                            | Ramblers FC                    | Young Ones FC                  |
| 1993                            | Chief Santos FC                | Black Africa FC                |
| 1994                            | African Stars FC               | Liverpool Okahandja            |
| 1995                            | Black Africa FC                | Blue Waters FC                 |
| 1996                            | Blue Waters FC                 | Black Africa FC                |
| 1997                            | No finalizado                  | No finalizado                  |
| 1998                            | Black Africa FC                | FC Civics                      |
| 1999                            | Black Africa FC                | Life Fighters FC               |
| 2000                            | Blue Waters FC                 | Black Africa FC                |
| 2001–02                         | Liverpool Okahandja            | Blue Waters FC                 |
| 2002–03                         | Chief Santos FC                | FC Civics                      |
| 2003–04                         | Blue Waters FC                 | FC Civics                      |
| 2004–05                         | FC Civics                      | Blue Waters FC                 |
| 2005–06                         | FC Civics                      | Ramblers FC                    |
| 2006–07                         | FC Civics                      | Oshakati City FC               |
| 2007–08                         | Orlando Pirates Windhoek SC    | FC Civics                      |
| 2008–09                         | African Stars FC               | FC Civics                      |
| 2009–10                         | African Stars FC               | Orlando Pirates Windhoek SC    |
| 2010–11                         | Black Africa FC                | Ramblers FC                    |
| 2011–12                         | Black Africa FC                | FC Civics                      |
| 2012–13                         | Black Africa FC                | African Stars FC               |
| 2013–14                         | Black Africa FC                | African Stars FC               |
| 2014–15                         | African Stars FC               | Black Africa FC                |
| 2015–16                         | United Africa Tigers           | Black Africa FC                |
| 2016–17                         | No disputado                   | No disputado                   |
| 2017–18                         | African Stars FC               | Black Africa FC                |
| 2018–19                         | Black Africa FC                | African Stars FC               |
| 2019–20                         | No disputado                   | No disputado                   |
| 2020–21                         | Campeonato abandonado          | Campeonato abandonado          |
| 2021–22                         | No disputado                   | No disputado                   |
| Namibia Premier Football League |                                |                                |
| 2022–23                         | African Stars FC               | Blue Waters FC                 |
| 2023–24                         | African Stars FC               | Ongos Valley FC                |
| 2024–25                         | African Stars FC               | Young African FC               |

## Títulos por club
| Club                        | Ciudad       | Campeón | Años campeón                                               |
| --------------------------- | ------------ | ------- | ---------------------------------------------------------- |
| Black Africa FC             | Windhoek     | 10      | 1987, 1989, 1995, 1998, 1999, 2011, 2012, 2013, 2014, 2019 |
| African Stars FC            | Windhoek     | 8       | 1994, 2009, 2010, 2015, 2018, 2023, 2024, 2025             |
| Blue Waters FC              | Walvis Bay   | 4       | 1988, 1996, 2000, 2004                                     |
| FC Civics                   | Windhoek     | 3       | 2005, 2006, 2007                                           |
| Chief Santos FC             | Tsumeb       | 2       | 1993, 2003                                                 |
| Orlando Pirates Windhoek SC | Windhoek     | 2       | 1990, 2008                                                 |
| United Africa Tigers        | Windhoek     | 2       | 1985, 2016                                                 |
| Chelsea FC                  | Grootfontein | 1       | 1986                                                       |
| Eleven Arrows FC            | Walvis Bay   | 1       | 1991                                                       |
| Ramblers FC                 | Windhoek     | 1       | 1992                                                       |
| Liverpool Okahandja         | Okahandja    | 1       | 2002                                                       |

## Goleadores
| Temporada | Goleador(es)                  | Club                              | Goles        |
| 2001-02   | William Chilufya              | Liverpool Okahandja               | 27           |
| 2003-04   | Costa Khaiseb                 | Ramblers FC                       | 29           |
| 2004-05   | Armando Pedro                 | Blue Waters FC                    | 23           |
| 2005-06   | Heinrich Isaacs               | FC Civics                         | 20           |
| 2006-07   | William Chilufya              | FC Civics                         | 17           |
| 2007-08   | Pineas Jacob                  | Ramblers FC                       | 12           |
| 2008-09   | Jerome Louis                  | Black Africa FC                   | 22           |
| 2009-10   | Jerome Louis                  | Black Africa FC                   | 17           |
| 2010-11   | Harold Ochurub                | Mighty Gunners FC                 | 12           |
| 2011-12   | Jerome Louis Richard Kavendji | Black Africa FC Hotspurs FC       | 12           |
| 2012-13   | Harold Ochurub                | Mighty Gunners FC                 | ?            |
| 2013-14   | Hendrick Somaeb               | Blue Waters FC                    | 17           |
| 2014-15   | Nicky Musambani               | Orlando Pirates Windhoek SC       | 17           |
| 2015-16   | Terdius Uiseb                 | Orlando Pirates Windhoek SC       | 27           |
| 2016-17   | No disputado                  | No disputado                      | No disputado |
| 2017-18   | Panduleni Nekundi             | African Stars FC                  | 15           |
| 2018–19   | Isaskar Gurirab               | Life Fighters FC                  | 23           |
| 2022–23   | Willy Stephanus               | African Stars FC                  | 20           |
| 2023–24   | Willy Stephanus Rewaldo Prins | African Stars FC Khomas NAMPOL FC | 16           |
| 2024–25   |                               |                                   |              |